# Ancha (Stern)
Ancha (arabisch für „Hüftknochen“) ist der Name des Sterns Theta Aquarii (θ Aqr) im Sternbild Wassermann. Der Stern gehört der Spektralklasse G8III-IV an und besitzt eine scheinbare Helligkeit von +4,16 mag. Damit befindet er sich auf seinem Weg der Sternentwicklung im Übergangsstadium vom Unterriesen zum Riesenstern. Er ist nach Parallaxen-Messungen der Raumsonde Gaia 191 Lichtjahre von der Erde entfernt.
Ancha kann als ekliptiknaher Stern vom Mond und (sehr selten) von Planeten bedeckt werden.